# Pszkovi-Csúd tórendszer
A Pszkovi-Csúd tórendszer (észtül: Peipsi-Pihkva järv, oroszul: Псковско-Чудское озеро, magyar átírásban: Pszkovszkoje-Csudszkoje ozero) Észtország és Oroszország határán található tórendszer. Ez Európa ötödik legnagyobb tava.
A tómeder a jégkorszakban képződött. A tó vízfelülete 3555 km². Legnagyobb mélysége 15 m, átlagos vízmélysége 7,1 m.
A tórendszer három, egymással összeköttetésben lévő tóból áll:

A tórendszer és a Narva folyó vízgyűjtője

- Csúd-tó (vagy Peipus-tó)
- Pszkovi-tó
- Lämmi-tó (vagy Meleg-tó).